# Microloxia innotata
Microloxia innotata är en fjärilsart som beskrevs av W. Warren 1901. Microloxia innotata ingår i släktet Microloxia och familjen mätare. Inga underarter finns listade i Catalogue of Life.